# Bettrådklubba
Bettrådklubba (Typhula variabilis) är en svampart som beskrevs av Riess 1850. Bettrådklubba ingår i släktet Typhula och familjen trådklubbor.  Arten är reproducerande i Sverige. Inga underarter finns listade i Catalogue of Life.